# Shinji Aoyama
Shinji Aoyama (Kitakyūshū, 13 luglio 1964 – Tokyo, 21 marzo 2022) è stato un regista, sceneggiatore, montatore, compositore, scrittore e critico cinematografico giapponese.

## Biografia
Dopo aver studiato alla Rikkyo University a Tokyo, lavorò come assistente ai registi Daniel Schmid, Kiyoshi Kurosawa e Friðrik Þór Friðriksson.
Esordì nel lungometraggio nel 1996 con il film Helpless, mentre nel 2000 presentò al Festival di Cannes il film Eureka che vinse il Premio FIPRESCI e il Premio della Giuria Ecumenica.
In un'intervista dichiarò che il suo film preferito era Faust di Friedrich Wilhelm Murnau.

## Filmografia

### Regista

#### Cinema
- Helpless (1996)
- Chinpira (1996)
- Wild Life (1997)
- Tsumetai chi (1997)
- Sheidî gurôvu (1999)
- Embalming (1999)
- Eureka (2000)
- Tsuki no sabaku (2001)
- Roji e: Nakagami Kenji no nokoshita firumu (2001), documentario
- Ajimâ no uta: Uehara Tomoko, tenjo no utagoe (2003), documentario
- Reikusaido mâdâ kêsu (2004)
- Eri Eri rema sabakutani (2005)
- Kôrogi (2006)
- Sad Vacation (2007)
- Le petit chaperon rouge (2008), cortometraggio
- Tōkyō Kōen (2011)
- 60 Seconds of Solitude in Year Zero (2011), antologia collettiva
- Tomogui (2013)
- Kowareta Heart wo Urimono ni (2015), antologia collettiva
- True Horror Story (2016)
- Living in your sky (2020)

#### Televisione
- Kyôkasho ni nai! (1995), film TV
- Waga mune ni kyoki ari (1996), film TV
- At the Edge of Chaos (2000), documentario televisivo
- Shiritsu tantei Hama Maiku (2002), miniserie TV
- Shiritsu tantei Hama Maiku: Namae no nai mori (2002), film TV
- D x Town, due episodi (2012), serie TV
- Shokuzai no Sonata (2015), miniserie TV

### Sceneggiatore
- Kyôkasho ni nai! (1995), film TV
- Helpless (1996)
- Waga mune ni kyoki ari (1996), film TV
- Wild Life (1997)
- Tsumetai chi (1997)
- Sheidî gurôvu (1999)
- Embalming (1999)
- At the Edge of Chaos (2000), documentario televisivo
- Eureka (2000)
- Tsuki no sabaku (2001)
- Roji e: Nakagami Kenji no nokoshita firumu (2001), documentario
- Shiritsu tantei Hama Maiku: Namae no nai mori (2002), film TV
- Ajimâ no uta: Uehara Tomoko, tenjo no utagoe (2003), ddocumentario
- Reikusaido mâdâ kêsu (2004)
- Eri Eri rema sabakutani (2005)
- Sad Vacation (2007)
- Le petit chaperon rouge (2008), cortometraggio
- Tōkyō Kōen (2011)
- Kowareta Heart wo Urimono ni (2015), antologia collettiva

### Montatore
- Waga mune ni kyoki ari (1996), film TV
- Tsumetai chi (1997)
- Embalming (1999)
- Eureka (2000)
- Tsuki no sabaku (2001)
- Reikusaido mâdâ kêsu (2004)
- Tōkyō Kōen (2011)

### Compositore
- Helpless (1996)
- Waga mune ni kyoki ari (1996), film TV
- Sheidî gurôvu (1999)
- Eureka (2000)
- Tōkyō Kōen (2011)
- Tomogui (2013)
- Shokuzai no Sonata (2015), miniserie TV

### Attore
- Helpless (1996), non accreditato
- Barren Illusion (大いなる幻影 Ôinaru gen'ei), regia di Kiyoshi Kurosawa (1999)
- Chloe (Kuroe), regia di Gô Rijū (2001)
- Bokura no jidai, un episodio (2007), serie TV (se stesso)
- Kijû Yoshida: What Is a Filmmaker?, regia di Nicolas Ripoche (2008), documentario (se stesso)
- Eigakan, un episodio (2011), serie TV (se stesso)
- Tamori Club, due episodi (2012), serie TV (se stesso)

### Produttore
- Haruneko, regia di Sora Hokimoto (2016)

## Opere

### Romanzi
- Eureka (2000)
- Tsuki no Sabaku (2002)
- Helpless (2002)
- Hotel Chronicles (2005)
- Shi no Tani '95 (2005)
- Ugetsu Monogatari (2006)
- Sad Vacation (2006)
- Entertainment! (2007)
- Chikyu no Ue de Visa mo Naku (2009)
- Kaerimichi ga Kieta (2010)
- Strange Face (2010)

### Scritti di critica cinematografica
- Lost in America (2000)
- Wim Wenders (2000)
- Ware Eiga o Hakken Seri (2001)[3]
- Aoyama Shinji to Abe Kazushige to Nakahara Masaya no Cine-con! (2004)
- Cinema 21 (2010)
- Eiga Nagabanashi (2011)